# 壳丘头文化
壳丘头文化是福建省福州市平潭县境内发现的、以壳丘头遗址群为代表的新石器时代文化。壳丘头文化具有较为明显的海洋特征，被认为是福建历史上海洋文化的起源，以及南岛语族早期人种向台湾及南太平洋扩散的重要出发地。

## 研究历史
壳丘头文化命名自位于平潭县苏平镇的壳丘头遗址（群），历史跨度为距今7500年至3000年的新石器时代至商朝时期。1958年首次发现，1989年正式定名为“壳丘头遗址”后不久，考古学家安志敏正式将该遗址所代表文化命名为“壳丘头文化”。此后，西营、东花丘、龟山等更多与壳丘头文化相关的遗址被发掘。2017年，平潭综合实验区建立“国际南岛语族考古研究基地”，并在考古方面取得多项成果，壳丘头遗址群也在此后先后入选第八批全国重点文物保护单位及2023年度全国十大考古新发现。

## 文化特征

### 生计模式
南岛语族早期人群的生计模式呈现多样化特点，既依赖海洋资源，又发展农业，这种多样化模式贯穿各个时期，使他们在不同的自然环境中都能生存和发展。在海洋性方面，遗址中发现了丰富的海生动物资源，如牡蛎、泥蚶、文蛤、青蛤等贝类，以及龟类、鸟类、水牛、鹿、海豚和各种鱼类等野生动物，反映出当时的渔猎经济形态；在大陆性方面，西营、壳丘头遗址发现的植硅体水稻遗存可追溯至7000多年前，陶片中也有稻、粟、黍痕迹，残留物中还发现稻谷、黍、粟、豆类等农作物淀粉粒，表明当时存在发达的农业。

### 社会组织
壳丘头文化随时间推移不断演进发展。从西营、祠堂后山遗址的小型聚落，到壳丘头遗址的中型聚落，再到东花丘、龟山遗址时期的大规模、高等级聚落，聚落规模逐渐扩大；同时，功能分区逐渐明确，如壳丘头遗址的居住区、餐食加工区、手工业区、垃圾倾倒区等；东花丘、龟山遗址则已形成仪式性区域、公共活动区和生活区等，在社会组织形态上亦展现出新的文明程度，存在仪式性公共活动，表明当时的社会组织结构较为复杂，存在一定的等级分化和公共管理。

### 文化的交融与传播
壳丘头文化存在时间跨度较大大，既有本地土著文化，如以夹砂陶圜底器为代表的元素，又融入黄瓜山、黄土仑文化等外来文化因素，共同构成了完整考古学文化序列。南岛语族早期人群具备一定的航海能力，这为其向外扩散提供了技术条件，也反映了当时人们对海洋的适应和利用能力。壳丘头文化还表现出了发达的石器技术，可能与木质航海器与干栏式建筑相关，为当时的生产活动和海洋活动提供了支持。

### 艺术与审美
壳丘头文化遗址中出土的陶器以夹砂陶为主，也有施红衣陶等。纹饰丰富多样，如压印贝齿纹、戳点纹、刻划平行条纹、镂孔、绳纹、弦纹、方格纹、云雷纹、回形纹等，器型包括圜底器、圈足器、平底器等，陶器口沿上的短斜线或花状印记等装饰细节，反映出壳丘头文化独特的审美趣味和艺术创造力。

### 遗传关系
西营、壳丘头遗址发现的人骨和牙齿等遗存，研究表明平潭史前人群与中国南方和东南亚族群有较近的遗传关系，为探索南岛语族早期人群的起源和扩散提供了重要的体质人类学证据。

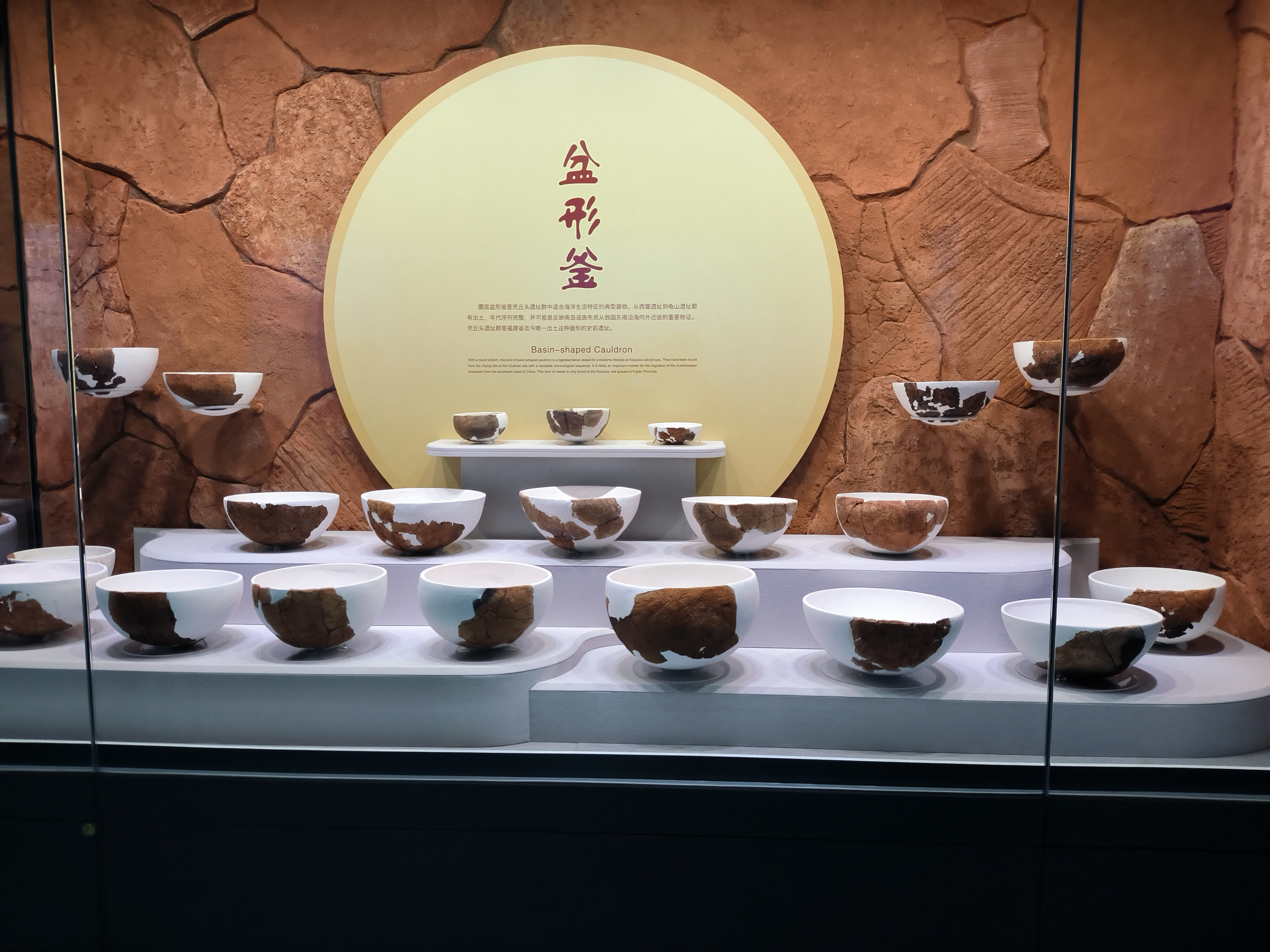
遗址群出土的盆形釜，具有典型的海洋文化特征
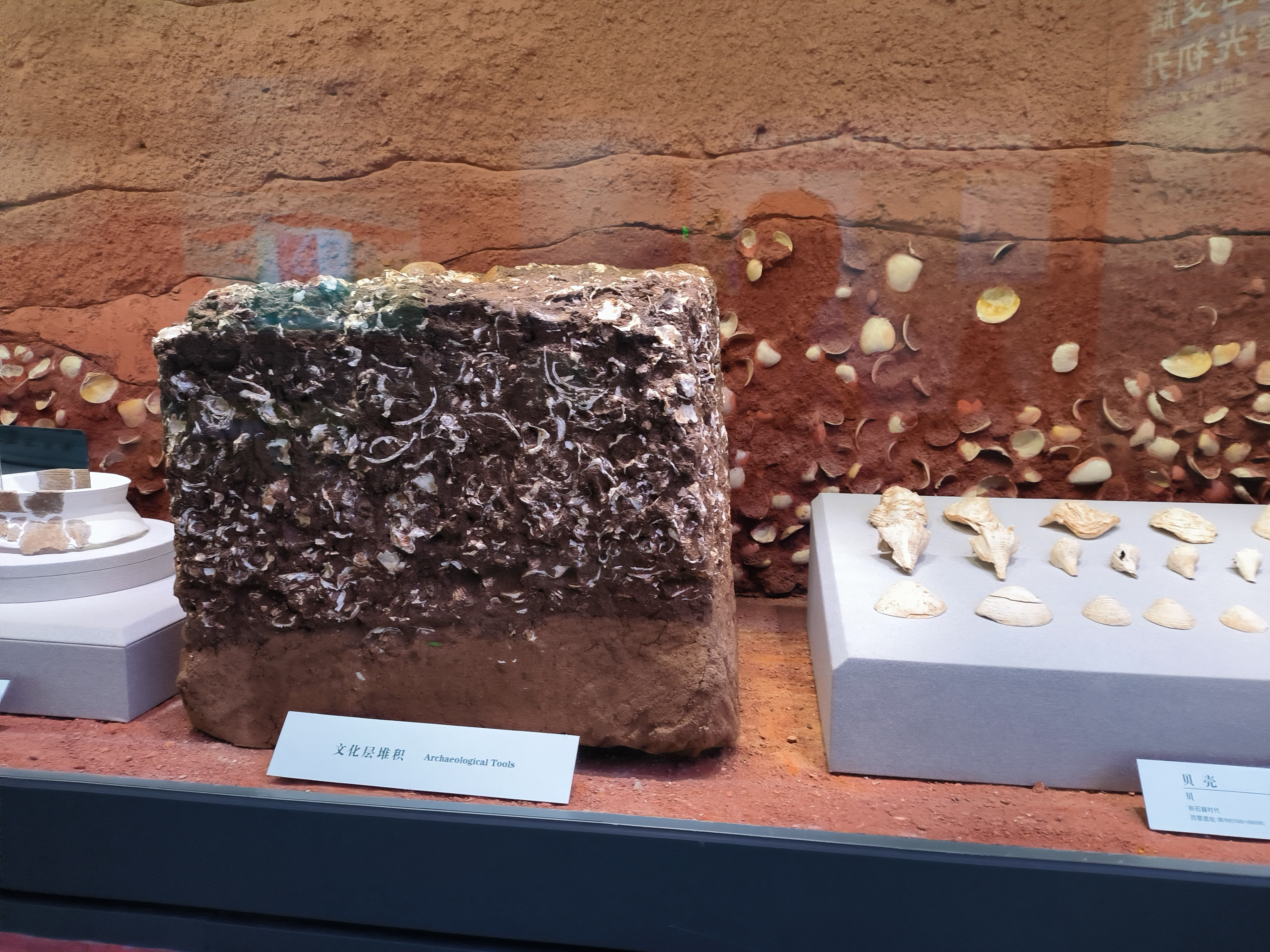
壳丘头遗址群的文化层堆积以及出土的贝壳
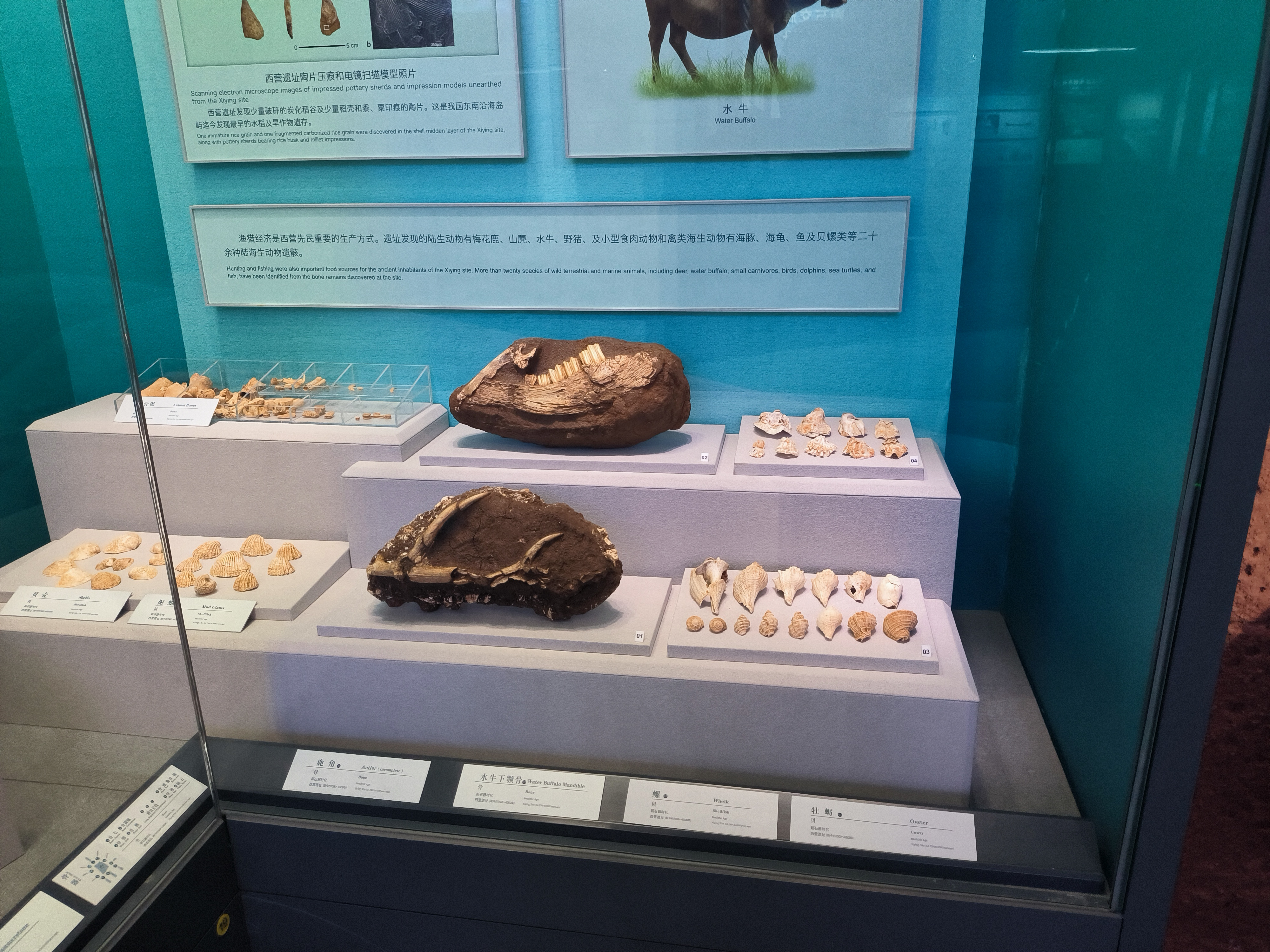
西营遗址出土的动物残骸，映射壳丘头文化的生产生活方式
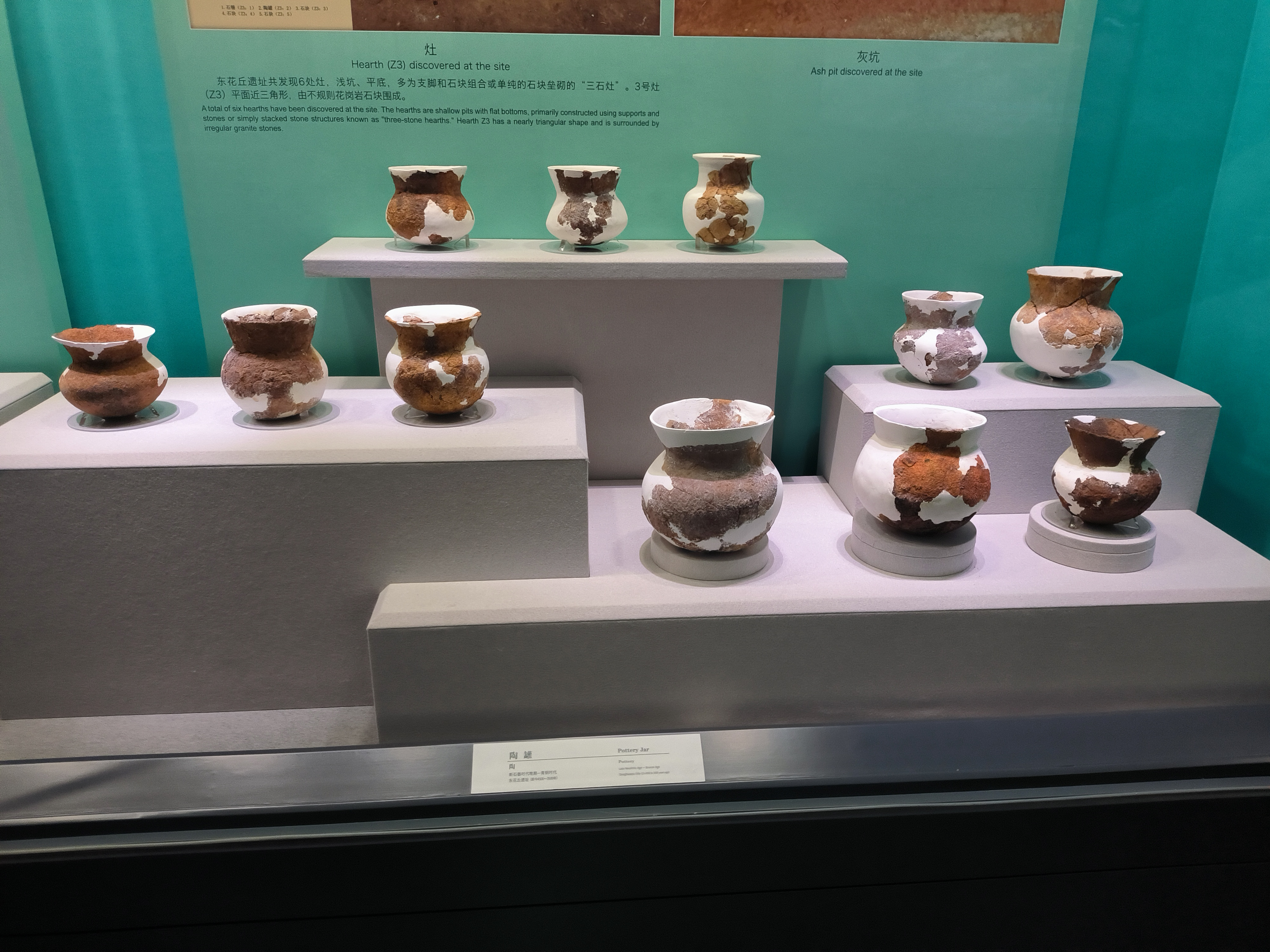
东花丘遗址出土的陶罐

## 与其他文化的联系
壳丘头文化被认为是南岛语族早期人种向台湾及南太平洋扩散的重要出发地，同时也和中国大陆发现的部分新石器时代文化关系密切。壳丘头文化遗址中出土的以罐、钵为主要器型的陶器，以及绳纹、刻划纹等装饰手法，与出土于台湾新北的大坌坑遗址，以及出土于金门县的富国墩遗址所从属的大坌坑文化具有相似性；此外，壳丘头文化与发现于闽侯县的昙石山文化亦具有相似度，两者在陶器制作上都以夹砂陶为主，且都有圜底器等器型。在生业模式方面，都兼具海洋性和大陆性，依赖海洋资源的同时也发展了一定的农业。大坌坑文化与昙石山文化的历史时代均晚于壳丘头文化，张光直等学者认为前两者与后者存在传承与发展的联系。
除前文中提到的福建、台湾出土的遗址外，珠江三角洲的贝丘遗址文化也与壳丘头文化具有相似之处，如广东深圳的大黄沙、东澳湾和后沙湾，以及香港东仔湾等遗址，这些珠江三角洲贝丘遗址的陶器以夹砂陶为主，多为手制，器类有釜、罐、钵、碗、盘等，流行圜底器，纹饰以绳纹和划纹为主，彩绘纹图案以几何图案居多。在陶器的制作工艺、器型和纹饰等方面与壳丘头文化有一定的相通之处。从生业模式上看，珠江三角洲地区新石器时代的人群主要以渔猎经济为主，同时可能出现原始农业，与壳丘头文化所反映的南岛语族早期人群的多样化生计模式相似，都体现了对海洋和陆地资源的综合开发利用。